# أرتيمس 1
أرتيمس 1 (بالإنجليزية: Artemis 1)‏ هي رحلة تجريبية غير مأهولة ضمن برنامج أرتيمس التابع لناسا وكانت أول رحلة متكاملة لكبسولة أوريون ونظام إقلاع الفضاء ذي الحمل الثقيل التابع للوكالة. أطلقت المركبة في نوفمبر 2022.
كانت تُعرف سابقًا باسم المهمة الاستكشافية 1 (إي إم 1)، لكن أُعيد تسميتها بعد بدء برنامج أرتيمس. ستُطلق المهمة من مجمع الإطلاق بي 39 في مركز كينيدي للفضاء، إذ ستُرسل مركبة أوريون الفضائية في مهمة لمدة 25.5 يومًا، 6 من تلك الأيام في مدار تراجعي حول القمر. ستختبر هذه البعثة مدى ملائمة مركبة أوريون الفضائية وصاروخ نظام إقلاع الفضاء للرحلات المأهولة بدءًا من الاختبار الثاني لنظام أوريون ونظام إقلاع الفضاء، خلال مهمة أرتيمس 2 المقرر إطلاقها عام 2024، التي ستحمل طاقمًا من أربعة رواد فضاء حول القمر في مهمة لمدة أسبوع والعودة قبل تجميع محطة البوابة القمرية.

## نظرة عامة
ستستخدم أرتيمس  1 النسخة 1 لنظام إقلاع الفضاء الذي سيُزود بمعززات صاروخية تعمل بالوقود الصلب مكونة من 5 أجزاء ستنتج 8.8 مليون باوند قوة (39000 كيلو نيوتن) من الدفع عند الإقلاع. ستستخدم المرحلة الأساسية أربع محركات آر إس 25 دي خاصة بمكوك الفضاء. ستعتمد المرحلة العليا، مرحلة الدفع المبردة المؤقتة (آي سي بّي إس)، على مرحلة دلتا الثانية المبردة، والتي تتكون من محرك آر إل 10 واحد.
بمجرد وصولها إلى المدار، ستدخل آي سي بّي إس في مدار انتقالي نحو القمر، الذي سينقل مركبة أوريون و13 قمرًا صناعيًا من نوع كيوبسات إلى القمر. إذا نجحت المناورة، ستنفصل أوريون عن آي سي بّي إس لتكمل رحلتها نحو القمر. ستقوم آي سي بّي إس بنشر 13 كيوبسات ستجري بحوثًا علمية واختبارات تكنلوجية.
في الأصل، كان من المقرر أن تتبع المهمة مسارًا حرًا حول القمر دون الدخول في مدار حوله. يُخطط حاليًا أن تقضي أوريون نحو 3 أسابيع في الفضاء، بما في ذلك 6 أيام في مدار تراجعي بعيد حول القمر.

## نظرة تاريخية
في الأصل، سُميت الرحلة، التي تحمل الآن اسم أرتيمس 1، المهمة الاستكشافية 1 (إي إم 1) في عام 2012، حين كان من المقرر إطلاقها عام 2017 كأول رحلة مخططة لنظام إقلاع الفضاء وثاني رحلة تجريبية غير مأهولة لمركبة أوريون متعددة الأهداف المخصصة للطاقم، وكان من المقرر أن تتبع أوريون مسارًا حرًا حول القمر خلال مهمة مدتها سبعة أيام. قبل ذلك، أشير إلى هذه الرحلة الأولية باسم نظام إقلاع الفضاء 1 أو إس إل إس 1.
في 16 يناير 2013، أعلنت ناسا أن وكالة الفضاء الأوروبية (إيسا) ستبني وحدة الخدمة الأوروبية بناءً على مركبة النقل الآلية الخاصة بها، لذلك يمكن اعتبار الرحلة أيضًا بمثابة اختبار لأجهزة إيسا إضافةً إلى أجهزة ناسا، وكيفية تفاعل مكونات إيسا مع مكونات أوريون الأمريكية.
في يناير 2015، أعلنت ناسا وشركة لوكهيد مارتن أن الهيكل الأساسي لمركبة أوريون سيكون أخف بنسبة تصل إلى 25% مقارنةً بالهيكل السابق. يمكن تحقيق ذلك عن طريق تقليل عدد الألواح المخروطية من ستة (إي إف تي 1) إلى ثلاثة (إي إم 1)، ما سيقلل العدد الإجمالي لعمليات اللحام من 19 إلى 7، وبالتالي توفير الكتلة الإضافية لمواد اللحام. بالإضافة لذلك، أعيد النظر في مكونات المركبة المختلفة وأسلاكها. بالنسبة إلى أرتميس 1، ستُجهز أوريون بنظام كامل لحفظ الحياة ومقاعد لرواد الفضاء، لكنها ستكون مهمةً غير مأهولة. على المقاعد، سيتم ربط دميتين بشريتين وستُستخدمان كأشباح تصوير إشعاعي.
قبل أبريل 2017، تأجل موعد الإطلاق الأولي المخطط له إلى نوفمبر 2018، وفي أبريل 2017، أجلت ناسا هذا الموعد إلى «وقت ما في عام 2019». لكن ذلك الموعد تأجل هو الآخر؛ واعتبارًا من مايو 2020، من المخطط حاليًا إطلاق المهمة عام 2021.